# Небојша Гарић
Небојша Гарић је (Београд, 20. април 1955) је српски телевизијски и филмски продуцент.
Власник је продукцијске куће НИРА Про која стоји иза неколико популарних телевизијских серија.

## Филмографија
| Год.       | Назив                   | Жанр                  | Награда |
| ---------- | ----------------------- | --------------------- | ------- |
| 1977.      | Специјално васпитање    | организатор           |         |
| 1978.      | Није него               | асистент режије       |         |
| 1978.      | Тренер                  | организатор           |         |
| 1981.      | Нека друга жена         | организатор           |         |
| 1981.      | Берлин капут            | организатор           |         |
| 1981.      | Лаф у срцу              | организатор           |         |
| 1983.      | Хало такси              | организатор           |         |
| 1983.      | Игмански марш           | организатор           |         |
| 1984.      | Мољац                   | организатор           |         |
| 1984.      | Чудо невиђено           | организатор           |         |
| 1985.      | И то ће проћи           | организатор           |         |
| 1985.      | Жикина династија        | директор филма        |         |
| 1985.      | Није лако са мушкарцима | организатор           |         |
| 1986.      | Друга Жикина династија  | директор филма        |         |
| 1986.      | Протестни албум         | организатор           |         |
| 1989.      | Полтрон                 | супервизор продукције |         |
| 2004.      | Виза за будућност       | копродуцент           |         |
| 2004−2005. | Црна хроника            | копродуцент           |         |
| 2007−2016. | Време је за бебе        | продуцент             |         |
| 2007−2021. | Луд, збуњен, нормалан   | продуцент             |         |
| 2009.      | Заувијек млад           | продуцент             |         |
| 2012.      | Праг и српски сликари   | продуцент             |         |
| 2012−2020. | Војна академија         | продуцент             |         |
| 2016.      | Војна академија 3       | продуцент             |         |
| 2018.      | Конак код Хилмије       | продуцент             |         |
| 2019.      | Војна академија 5       | продуцент             |         |
| 2020−2021. | Камионџије д.о.о        | продуцент             |         |
| 2021.      | Радио Милева            | продуцент             |         |